# The Protector
The Protector (título original en turco: Hakan: Muhafız, y titulada Hakan, el protector en España) es la primera serie turca original de Netflix coproducida con O3 Medya, perteneciente a los géneros acción, fantasía, suspenso y ciencia ficción. Se estrenó el 14 de diciembre de 2018. Es una adaptación de la novela Karakalem ve Bir Delikanlının Tuhaf Hikayesi, escrita por İpek Gökdel. Está protagonizada por Çağatay Ulusoy como Hakan, cuya vida cambia íntegramente después de asumir una misión secreta para proteger Estambul de fuerzas oscuras que acechan.
La segunda temporada se estrenó el 26 de abril de 2019 y la tercera temporada el 6 de marzo de 2020. La cuarta y última temporada se estrenó el 9 de julio de 2020.

## Sinopsis
Hakan es un joven comerciante cuyo mundo se trastorna cuando descubre que tiene una conexión con una orden antigua y secreta encargada de proteger Estambul y obtiene poderes místicos a través de un talismán. Aunque en principio este se resiste a aceptar su destino como el último protector de la ciudad, pronto deberá aprender a utilizar sus dones para proteger a Estambul de los misteriosos y místicos Inmortales así como resolver un misterio de su pasado.

## Temporadas
| Temporada | Temporada | Episodios | Episodios | Emisión original        | Emisión original        |
| --------- | --------- | --------- | --------- | ----------------------- | ----------------------- |
|           | 1         | 10        | 10        | 14 de diciembre de 2018 | 14 de diciembre de 2018 |
|           | 2         | 8         | 8         | 26 de abril de 2019     | 26 de abril de 2019     |
|           | 3         | 7         | 7         | 6 de marzo de 2020      | 6 de marzo de 2020      |
|           | 4         | 7         | 7         | 9 de julio de 2020      | 9 de julio de 2020      |

## Reparto

### Principales
- Çağatay Ulusoy como Hakan Demir / Akinci Harun
- Hazar Ergüçlü como Zeynep Erman
- Okan Yalabık como Faysal Erdem / Hüsrev Efendi
- Ayça Ayşin Turan como Leyla Sancak (temporadas 1-2)
- Burçin Terzioğlu como Rüya (temporadas 2-4; invitada: temporada 1)
- Mehmet Kurtuluş como Mazhar Dragusha (temporada 1)
- Yurdaer Okur como Kemal Erman (temporada 1)
- Engin Öztürk como Levent Demir (temporada 2; invitado: temporada 3)
- Taner Ölmez como Burak (temporada 3; invitado: temporada 4)
- Funda Eryiğit como Nisan / Vezir (temporadas 3-4)

### Recurrentes
- Şenay Aydın como Derya (temporada 1)
- Cankat Aydos como Memo (temporada 1; invitado: temp. 2)
- Yücel Erten como Neşet Korkmaz (invitado: temporadas 1 y 4)
- Erol Gedik como Murat (temporada 1)
- Helin Kandemir como Ceylan (temporadas 1-2)
- Kubilay Karslıoğlu como Serdar Türker (temporadas 1-2)
- Defne Kayalar como Suzan Bayraktar (temporada 1; invitada: temp. 2)
- Cihat Süvarioğlu como Yasin Karakaya (temporada 1)
- Mehmet Yılmaz Ak como Tekin (temporada 1; invitado: temp. 4)
- Selçuk Zurnazanlı como Selim (temporada 1)
- Miray Daner como Kâhin / Oráculo (temporadas 2-4)
- Fatih Dönmez como Orkun Akın (temporada 2)
- Boran Kuzum como Okhan (temporadas 2 y 4)
- Ayşe Melike Çerçi como Piraye (temporada 2; invitada: temp. 4)
- Çigdem Selisik Onat como Azra (temporada 2)
- Saygin Soysal como Mergen (temporada 2; invitado: temp. 4)
- Hakan Ummak como Can (temporada 2)
- Cem Yiğit Üzümoğlu como Emir Türker (temporada 2)
- İlayda Alişan como Aylin (temporadas 3-4)
- Emre Mutlu como Sami (temporadas 3-4)
- Bige Önal como Berrin (temporadas 3-4)
- Halit Özgür Sarı como Arif (temporadas 3-4)
- Aksel Bonfil como Azim (temporada 4)
- Asuman Çakır como la madre del protector (temporada 4)
- Idil Yade Kirnik como Sirin (temporada 4)

## Producción
En marzo de 2018, Netflix anunció que se estaba filmando la primera temporada de la serie, que consta de 10 episodios. La fotografía principal empezó el 7 de marzo del mismo año en Estambul. Sin embargo, la compañía no estuvo satisfecha con los primeros cinco episodios filmados por el director Can Evrenol, y fueron eliminadas varias escenas de la serie. Netflix buscó nuevos directores y eventualmente entregó el proyecto a Umut Aral y Gönenç Uyanık, con lo cual se tuvieron que volver a filmar algunas escenas. Finalmente, Netflix quedó satisfecha con el trabajo final.
El rodaje de la segunda temporada comenzó en junio de 2018. Çağatay Ulusoy, Ayça Turan, Hazar Ergüçlü y Okan Yalabık regresan para continuar formando parte del reparto principal, junto con las incorporaciones de Burçin Terzioğlu, Boran Kuzum, Saygın Soysal y Engin Öztürk.

## Lanzamiento
La primera temporada de The Protector se estrenó el 14 de diciembre de 2018. Previamente, la serie se programó para estrenarse en septiembre de 2018; sin embargo, la fecha de estreno tuvo que posponerse, luego de que algunas de las escenas de los primeros cinco episodios no se consideraran satisfactorias.
La segunda temporada se estrenó en Netflix el 26 de abril de 2019. No obstante, la historia de Hakan no terminará ahí, ya que la serie se renovó para una 3a. y 4a. temporadas.[cita requerida]

## Promoción
El 1 de octubre de 2018, Netflix publicó el teaser de la serie en su cuenta oficial de Youtube.
El 14 de noviembre de 2018, Netflix lanzó el tráiler oficial y el póster promocional de la serie.